# WTT仁川冠军赛
WTT仁川冠军赛（羅馬化：WTT Champions Incheon），是世界乒乓球职业大联盟6项WTT冠军赛之一，属于WTT系列赛的第3级别赛事，每年在韩国仁川廣域市的迎仕柏綜藝館举行。
WTT仁川冠军赛于2024年3月创立，是韩国举办的首个WTT系列赛。比赛设置男子单打和女子单打两个项目，各项目冠军将获得1000点世界排名积分，为32签位。
2024年赛事由新韩银行冠名。梁靖崑和孙颖莎分别获得首届男子和女子冠军。

## 历届决赛

### 男子单打
| 年份   | 冠军   | 亚军            | 比分 |
| ------ | ------ | --------------- | ---- |
| 2024年 | 梁靖崑 | 雨果·卡尔德拉诺 | 4:1  |
| 2025年 | 向鵬   | 李相秀          | 4:0  |

### 女子单打
| 年份   | 冠军   | 亚军   | 比分 |
| ------ | ------ | ------ | ---- |
| 2024年 | 孙颖莎 | 王曼昱 | 4:0  |
| 2025年 | 王藝迪 | 陳幸同 | 4:3  |